# Man Without a Heart
"Man Without a Heart" is een nummer van de Britse band The Hollies. Het verscheen op hun album Confessions of the Mind uit 1970. In 1972 werd het enkel in Nederland uitgebracht als single.

## Achtergrond
"Man Without a Heart" is geschreven door groepsleden Allan Clarke en Terry Sylvester en geproduceerd door John Burgess. Het lied gaat over een man die alleen in een kamer zit nadat zijn vriendin hem heeft verlaten. De verteller van het lied geeft hem het advies om zijn leven weer op te pakken en te veranderen.
"Man Without a Heart" stond in 1971 al op de B-kant van de Amerikaanse promotiesingle "Survival of the Fittest". Het daaropvolgende jaar werden de A- en B-kant omgedraaid en in Nederland als single uitgebracht. Deze plaat bereikte plaats 25 in de Nederlandse Top 40 en plaats 29 in de Daverende Dertig.

## Hitnoteringen

### Nederlandse Top 40
| Hitnotering: 29-07-1972 t/m 19-08-1972 | Hitnotering: 29-07-1972 t/m 19-08-1972 | Hitnotering: 29-07-1972 t/m 19-08-1972 | Hitnotering: 29-07-1972 t/m 19-08-1972 | Hitnotering: 29-07-1972 t/m 19-08-1972 | Hitnotering: 29-07-1972 t/m 19-08-1972 |
| Week                                   | 1                                      | 2                                      | 3                                      | 4                                      |                                        |
| -------------------------------------- | -------------------------------------- | -------------------------------------- | -------------------------------------- | -------------------------------------- | -------------------------------------- |
| Nummer                                 | 31                                     | 27                                     | 25                                     | 40                                     | uit                                    |

### Daverende Dertig
| Hitnotering: 22-07-1972 t/m 29-07-1972 | Hitnotering: 22-07-1972 t/m 29-07-1972 | Hitnotering: 22-07-1972 t/m 29-07-1972 | Hitnotering: 22-07-1972 t/m 29-07-1972 |
| Week                                   | 1                                      | 2                                      |                                        |
| -------------------------------------- | -------------------------------------- | -------------------------------------- | -------------------------------------- |
| Nummer                                 | 29                                     | 29                                     | uit                                    |

### NPO Radio 2 Top 2000
Man Without a Heart stond alleen in 2000 in de NPO Radio 2 Top 2000, op plek 1112.